# Abtei St-Gildas-des-Bois
Die frühere Abtei St-Gildas-des-Bois befindet sich in der gleichnamigen Gemeinde im französischen Département Loire-Atlantique in der Region Pays de la Loire. Die Abteikirche wurde am 30. Dezember 1994 zum Monument historique erklärt, die übrigen Gebäude der ehemaligen Abtei am 2. Juli 2003.

## Geschichte
Die Gründung der Benediktinerabtei von St-Gildas-des-Bois fand am Beginn des 11. Jahrhunderts statt. Sie reiht sich in eine größere Zahl von Neugründungen im Zuge einer Evangelisierungswelle ein, die um das Jahr 1000 von der Abtei von Cluny ausging, zu jener Zeit das spirituelle Zentrum Europas. Sie erfolgte auf Wunsch von Abt Felix vom Benediktinerkloster Saint-Gildas-en-Rhuys, der den Versuch unternahm, nach quälenden Jahren der Wikingereinfälle den Süden der Bretagne neu zu evangelisieren. Dort sollten monastische Gemeinschaften gegründet und zu Zentren geistlichen Lebens werden.
Er überzeugte Simon I., Seigneur von La Roche-Bernard, die Gründung der neuen Abtei St-Gildas-des-Bois auf seinem Besitz in Lampridic zu erlauben, in der auch Simons Bruder und sein Vater Bernard ihre Grablege finden sollten. Zur Realisierung des Vorhabens wandte sich Simon de La Roche an die Abtei Saint-Sauveur de Redon. Abt Catwallon, der der Abtei von Redon von 1009 bis 1041 vorstand, stellte 1026 (gemäß einer falschen Urkunde, die nicht vor 1039 ausgestellt worden sein kann) acht seiner Mönche ab, um den ersten Kern der neuen Gemeinschaft zu bilden. An ihrer Spitze stand Helogon, der dadurch zum ersten Abt von St-Gildas-des-Bois wurde. Helogon sollte ein Einkommen von 3500 Francs erhalten und hatte das Recht, die Messe im bischöflichen Ornat zu halten. Die Mönche durften in der ersten Zeit die primitive Kirche von Lampridic nutzen, die wahrscheinlich schon seit dem 6. Jahrhundert besteht.
Simon de La Roche und Helogon begaben sich persönlich in die Abtei von Saint-Gildas-en-Rhuys und brachten von dort die Reliquien des hl. Gildas mit. Sie wurden in einem Reliquienschrein aufbewahrt, welcher in der Frühzeit der französischen Revolution verloren ging. Diese Reliquien brachten Pilger in die primitive Kirche, die gekommen waren, um den heiligen Wundertäter zu verehren, der im Ruf stand, den Wahnsinn heilen zu können, der die « Krankheit des heiligen Gildas » genannt wurde. Die Volksmenge drängte sich besonders an den drei Ablasstagen des Jahres: am 29. Januar, dem Todestag des Heiligen, am 11. Mai, dem Tag der Überführung seines Leichnams nach Rhuys, und am 1. Juli, dem Tag der Ankunft der Reliquien in Lampridic.
Der Erfolg dieser Wallfahrten und der mit ihnen verbundene Andrang machten die primitive Kirche im Laufe der Jahre zum unpassenden Ort. Man fühlte die Notwendigkeit, ein neues Kirchengebäude zu errichten, das dem Heiligen würdig wäre und ausreichend groß, um die Pilgerscharen aufzunehmen, die hierher kamen, um ihn zu verehren. Daher wird am Ende des 12. Jahrhunderts die heutige Abteikirche erbaut, ungefähr 150 Jahre nach der Gründung der Abtei. Bis zum heutigen Tag bildet sie eines der bemerkenswertesten religiösen Bauwerke des Umlands von Nantes aufgrund der Einheitlichkeit ihres Stils.
Im November 1383 schließt Abt Hervé II. du Port eine Gebetsbruderschaft mit Robert Pépin, dem Abt von Notre-Dame du Tronchet.
Zu Beginn des 15. Jahrhunderts wurde die Vorhalle des Kapitelsaals erbaut, die von zwei gelappten Fenstern flankiert wird. In diesem Kapitelsaal versammelte der Abt täglich die Gemeinschaft der Mönche, um dort ein Kapitel aus der Regel des heiligen Benedikt zu lesen oder Entscheidungen hinsichtlich des klösterlichen Lebens zu treffen.
1492 ernannte der französische König Karl VIII., der gerade die Herzogin Anne de Bretagne geheiratet hat, Jean Bohier, den Rektor von Saint-Flour und Apostolischer Protonotar, zum Kommendatarabt von Saint-Gildas. Mit seiner Einsetzung beginnt das System der Kommende: von diesem Zeitpunkt an wird der Abt nicht mehr von der Gemeinschaft der Mönche gewählt und residiert nicht mehr in der Abtei. Das Kloster wird unter die Verantwortung eines Priors gestellt, der alle drei Jahre im Amt wechselt. Damit beginnt der Niedergang der Abtei.
Trotzdem hielt sie bis zur französischen Revolution durch, bis sie 1790 aufgehoben wurde. Die Abteigebäude, welche im 18. Jahrhundert erneuert worden waren, wurden von Abt Gabriel Deshayes aufgekauft, um dort 1828 das Mutterhaus der Sœurs de l’instruction chrétienne de Saint-Gildas-des-Bois einzurichten.

## Architektur

### Die Abteikirche

#### Außenansicht
Der Stein, der zum Bau der Abteikirche St-Gildas-des-bois verwendet wurde, ist ein eisenhaltiger Sandstein, der als « Roussard » bezeichnet wird. Er besitzt die Eigenschaft, durch Feuchtigkeit zu oxidieren. Man findet ihn in kompakten Blöcken in der Region. Er wurde auch zum Bau anderer religiöser Gebäude der gleichen Epoche verwendet (z. B. der Abtei Notre-Dame de Melleray), doch in Saint-Gildas-des Bois wurde er am konsequentesten verwendet.
Die Hauptfassade war in der Frühzeit von einfachen Fenstern durchbrochen. 1436 ließ Abt Hervé de Beaudois in der Giebelwand dank der Zuwendungen von Johann VI., Herzog der Bretagne, eine große Fensteröffnung ausbrechen, Charakteristikum der sog. « bretonischen Renaissance ». Fast ein Jahrhundert später ließ einer seiner Nachfolger, Guillaume Eder, diese wieder verkleinern und bei dieser Gelegenheit sein Wappen und das Datum in den Stein meißeln: Anno Domini 1533. Das spitzbogige Portal stammt aus dem 12. Jahrhundert, wie auch der viereckige Vierungsturm, der auf jeder Seite von zwei Fenstern durchbrochen wird.

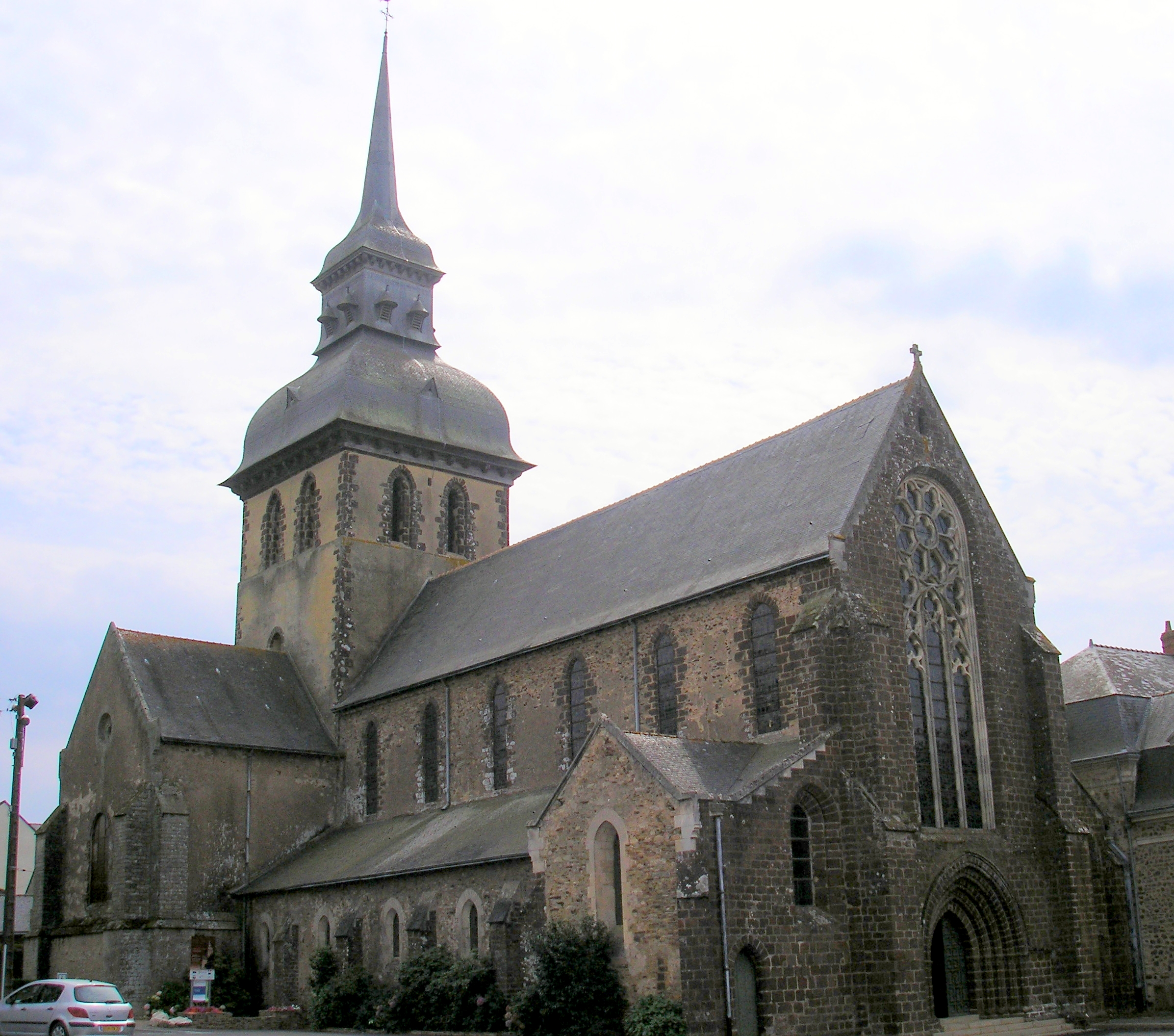
Abteikirche von Nordwesten
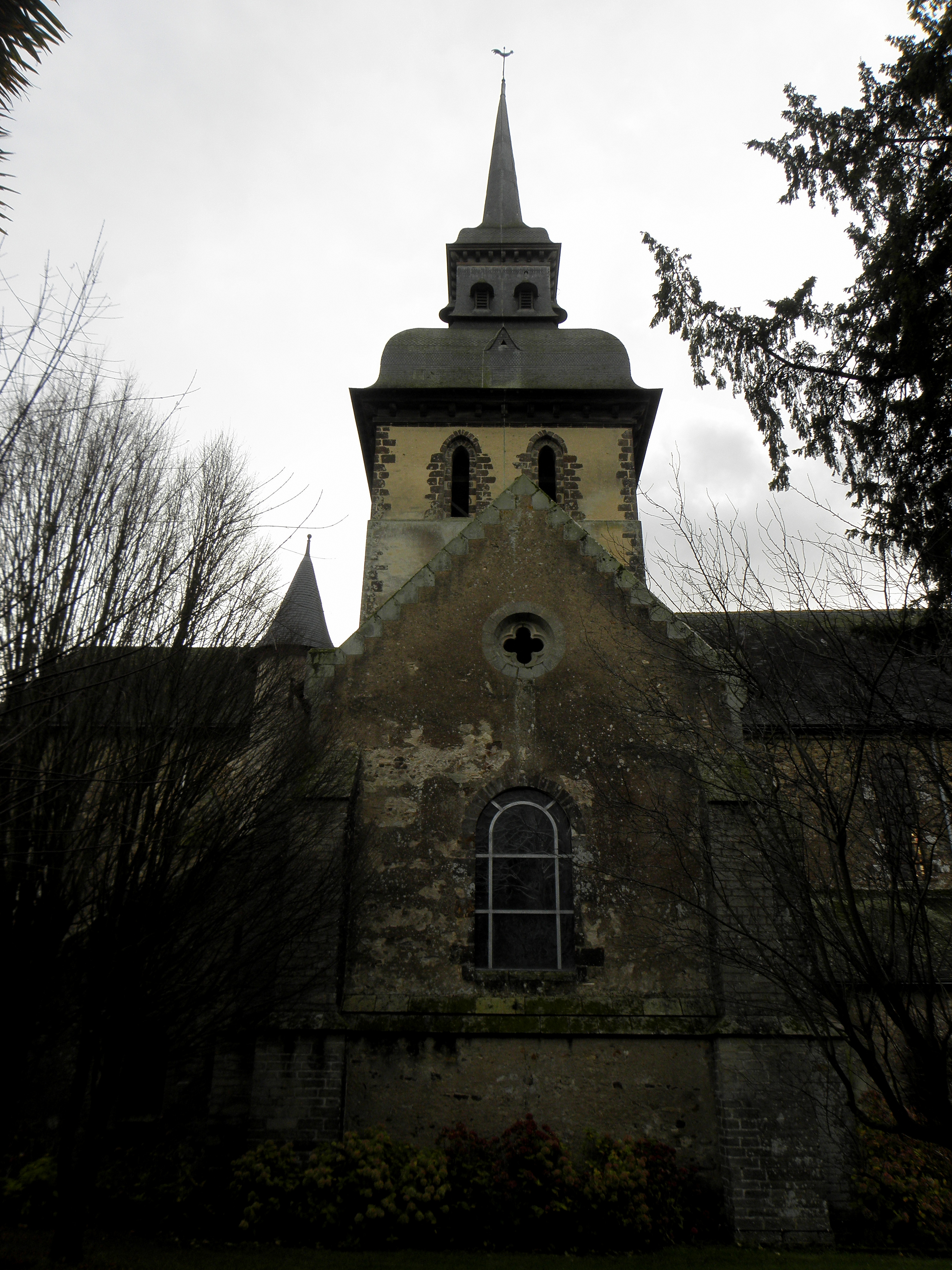
Blick auf das nördliche Querschiff
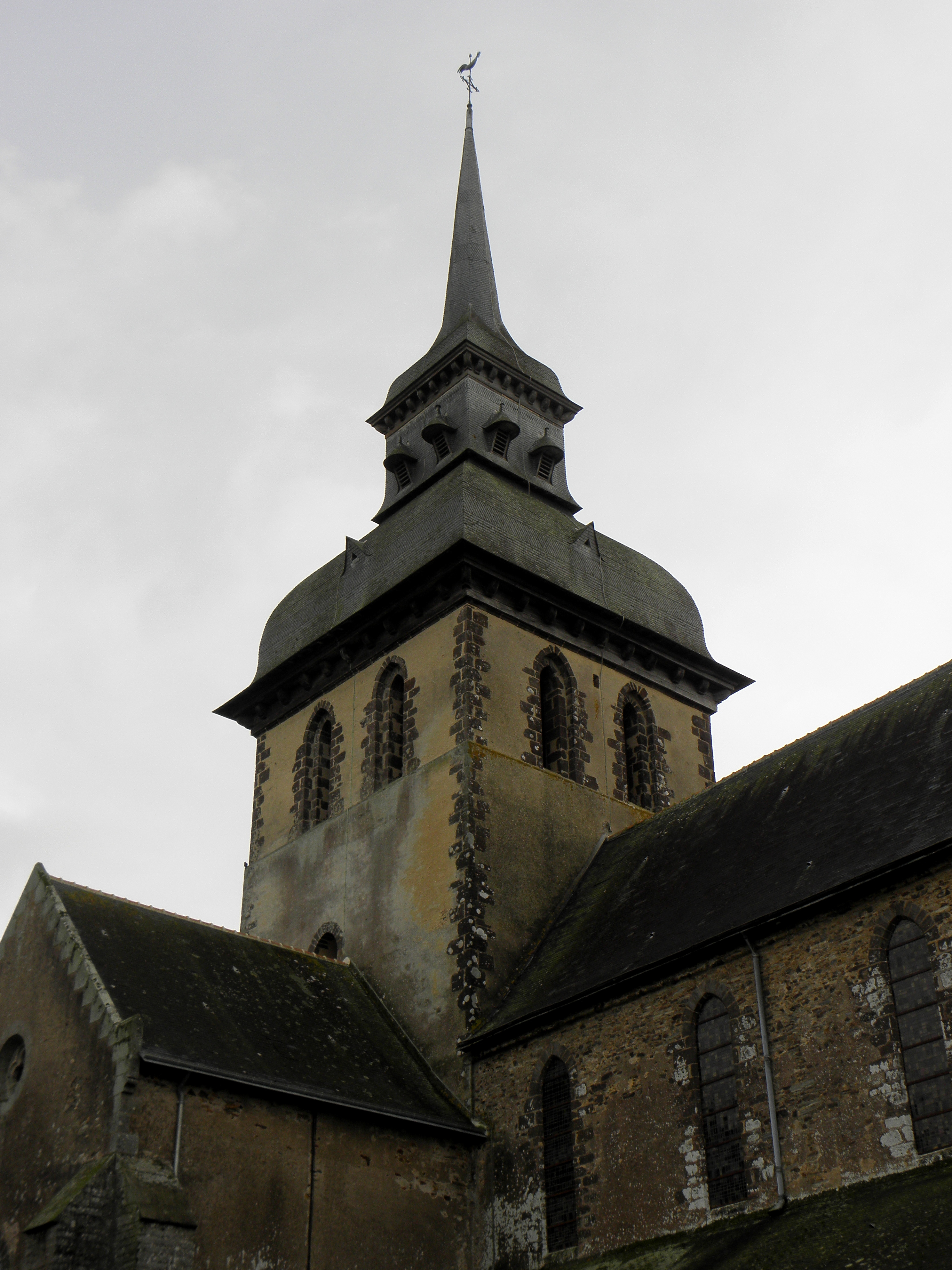
Vierungsturm
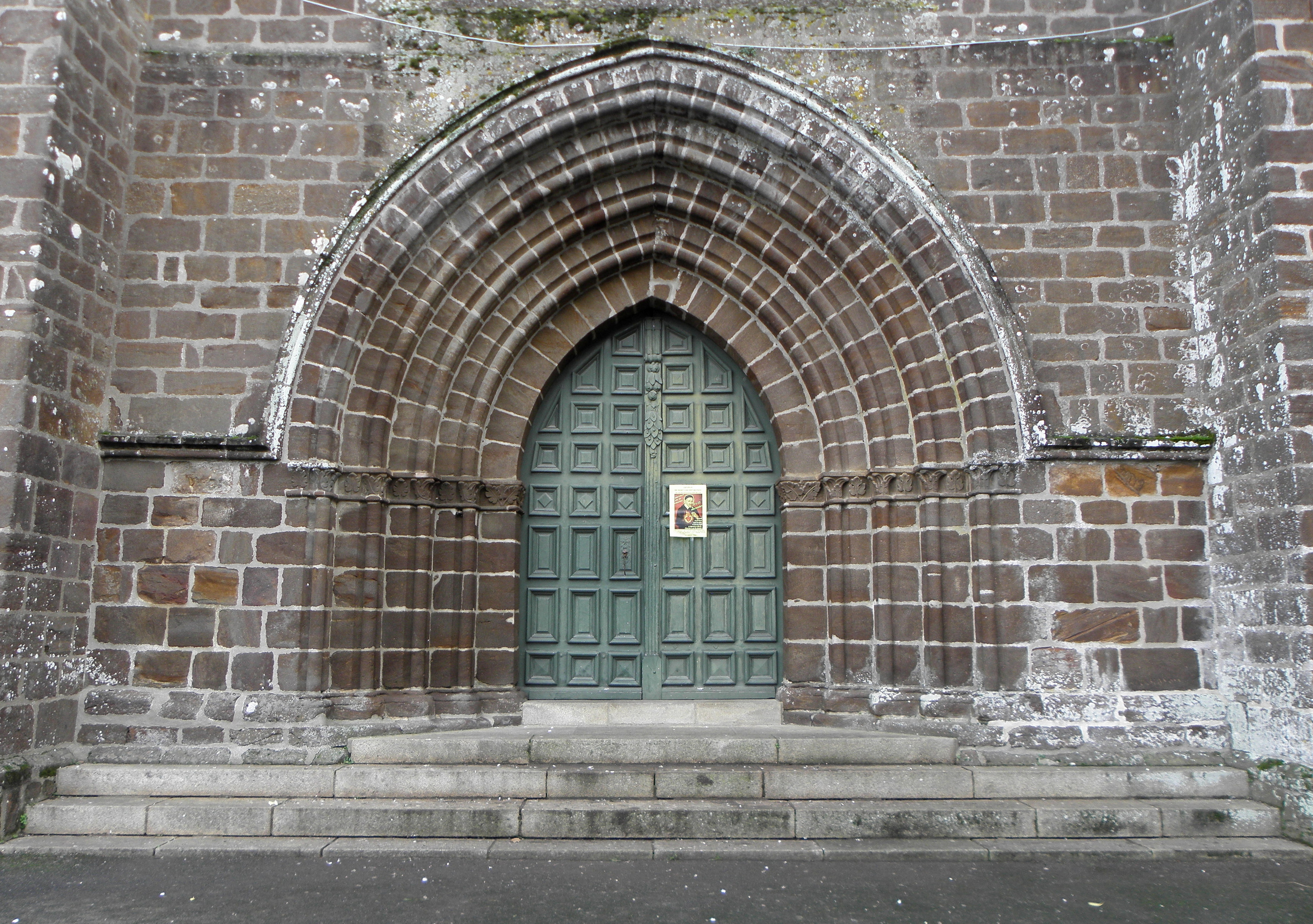
Spitzbogenportal (12. Jahrhundert)

#### Innenansicht
Das Hauptschiff, die Vierung und der Chor datieren vom Ende des 12. Jahrhunderts und fallen auf durch ihren Willen einer Rückkehr zur Schlichtheit, was ganz dem Zeitgeist der Epoche entspricht, die das Erstarken des Zisterzienserordens sah, der in der Bretagne stark vertreten ist, auch wenn es sich hier um eine benediktische Gründung handelt. Das Hauptschiff besitzt sechs Joche und ist mit einem hölzernen Tonnengebälk überdeckt. Es öffnet sich zu den ebenfalls mit Gebälk gedeckten Seitenschiffen hin mittels zweifach abgestufter Spitzbögen, die abwechselnd auf dicken Rundsäulen und auf viereckigen Pfeilern, denen vier Halbsäulchen vorgelagert sind, ruhen. Auf der Seite zum Hauptschiff hin erhebt sich eine Halbsäule bis zur vollen Höhe des Spitzbogens hin und endet dann unvermittelt ohne Übergang. Oberhalb der Bögen ist die nackte Wandfläche ohne Gliederung in Joche durch große Spitzbogenfenster durchbrochen. Die Vierung mit dem Querschiff ruht auf komplexen Pfeilern. Die großen, zweifach abgestuften Bögen stützen sich auf Pfeiler, denen Säulen vorgelagert sind, die in Kapitellen enden, die mit einfachen Lappenmotiven verziert sind. Der Chor besitzt zwei gerade Joche, die in einer Apsis mit drei Wänden enden. Die Apsis wird von sieben Fenstern erleuchtet, welche von eingelassenen Säulen getrennt werden, die das Gewölbe tragen. Dieses wurde, ebenso wie dasjenige des Querschiffs, zu einem späteren Zeitpunkt als Ersatz für die originale Balkenwölbung eingezogen. Der Chor ist mit einem Chorgestühl aus Eiche mit 36 Plätzen ausgestattet, das aus dem 17. Jahrhundert stammt.
Die ehemalige Mönchsklausur trägt das Datum 1711. Sie wurde im Jahre 1840 bei der Umwandlung der alten Abteikirche in eine Pfarrkirche zu einem Innenportal umgebaut. Das schmiedeeiserne Gitter, das zum Eingang der Kirche versetzt wurde, stammt aus dem 18. Jahrhundert.

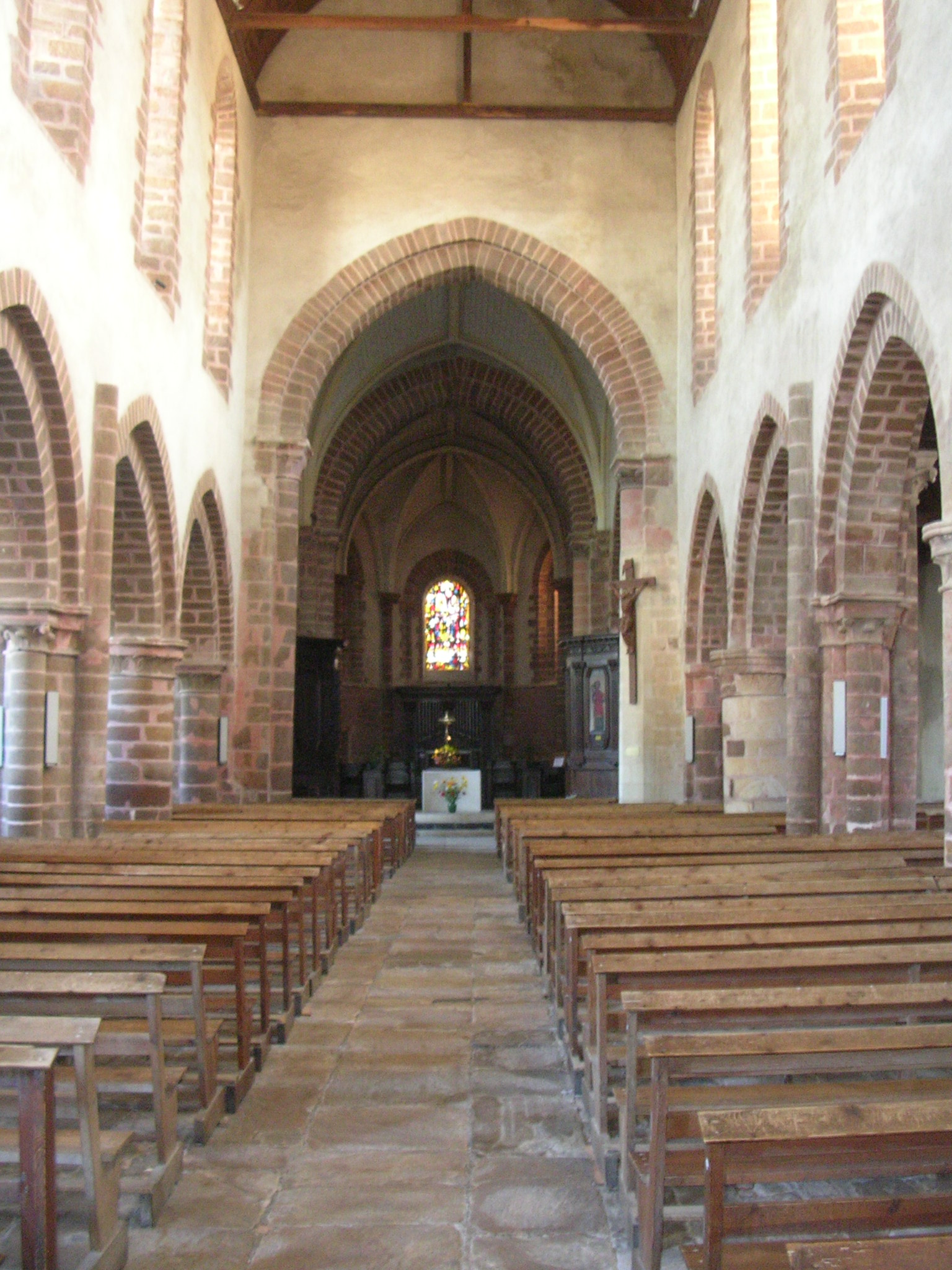
Blick ins Hauptschiff
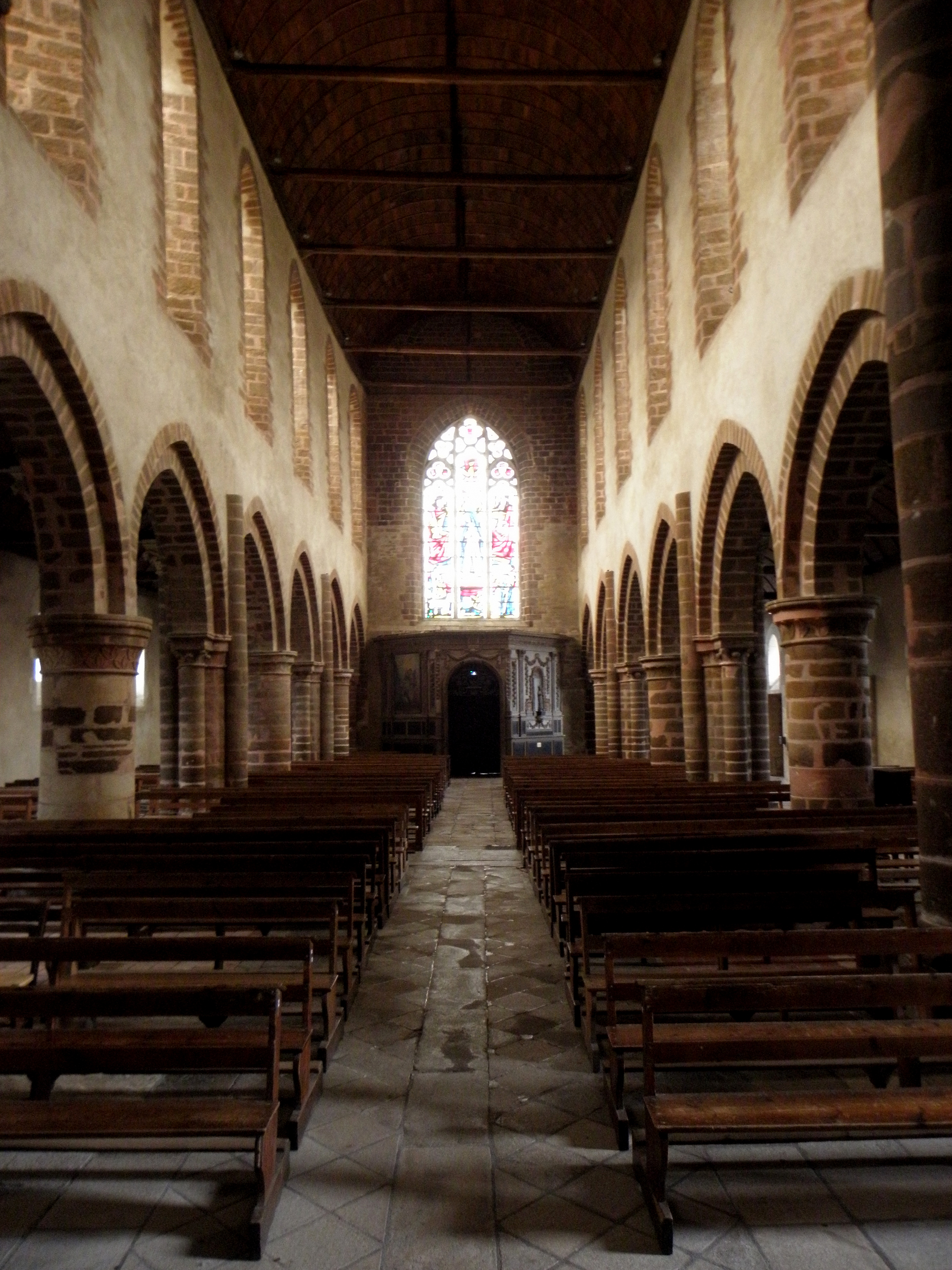
Holzgewölbe
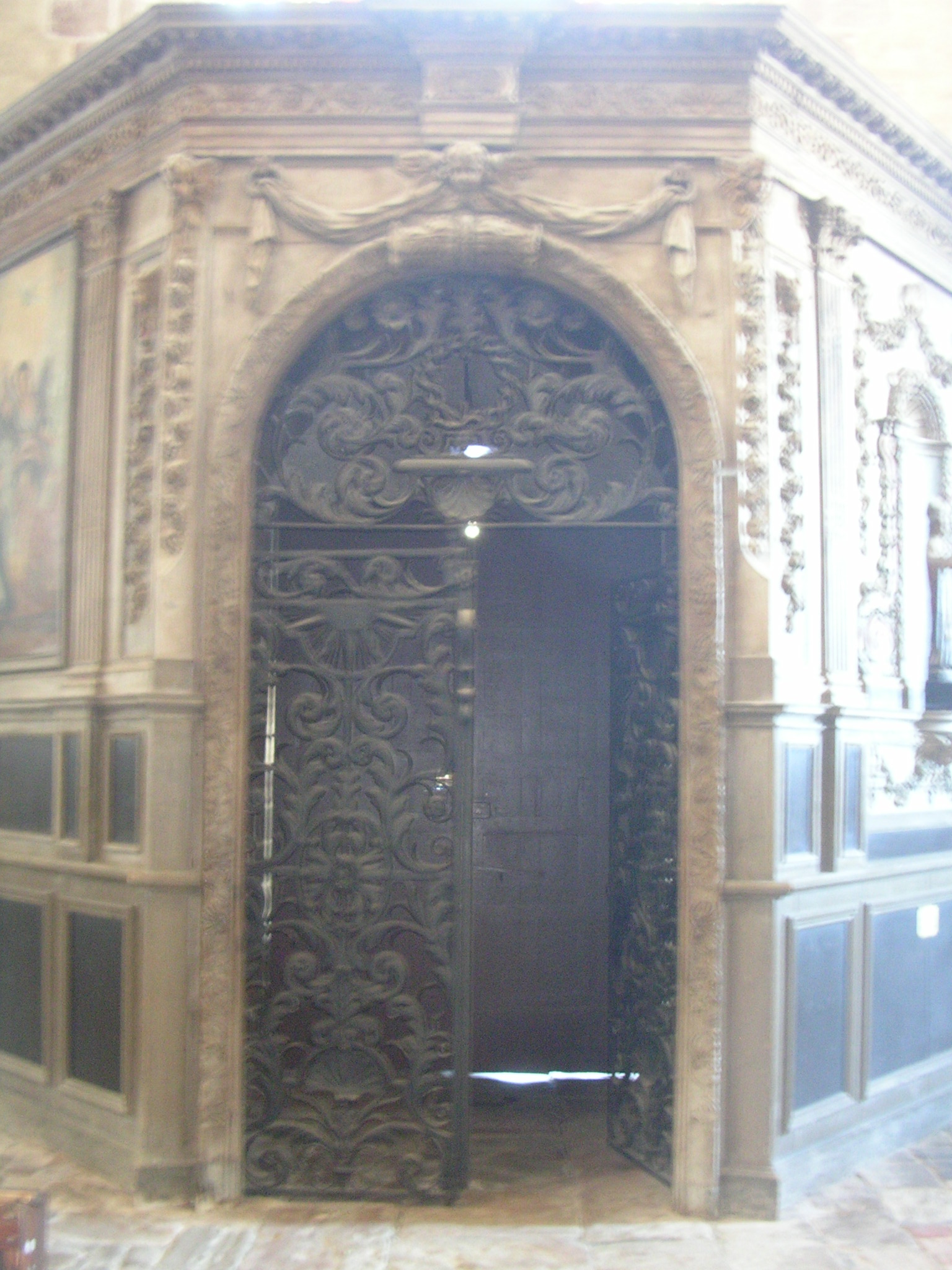
Innenportal
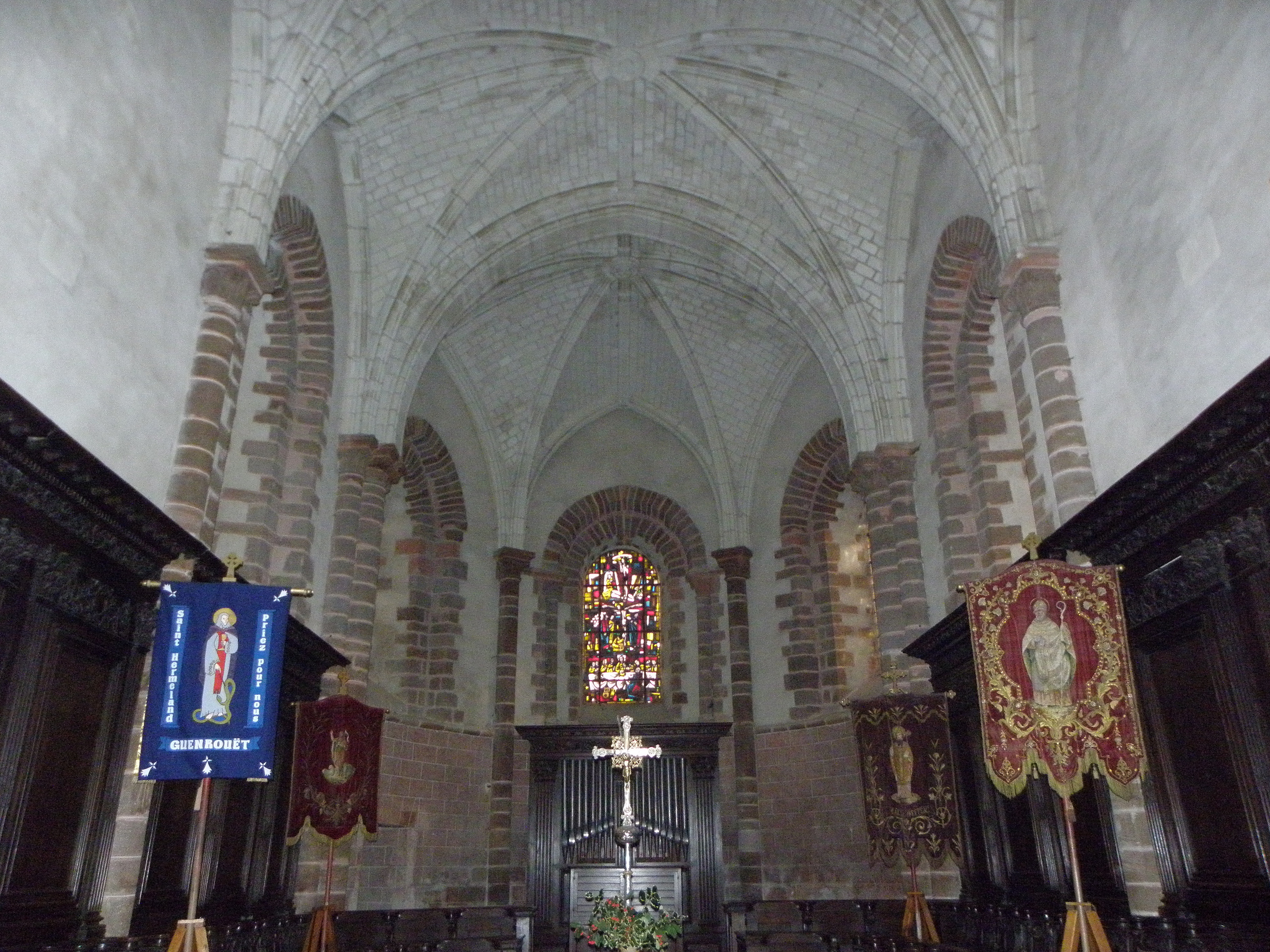
Apsis
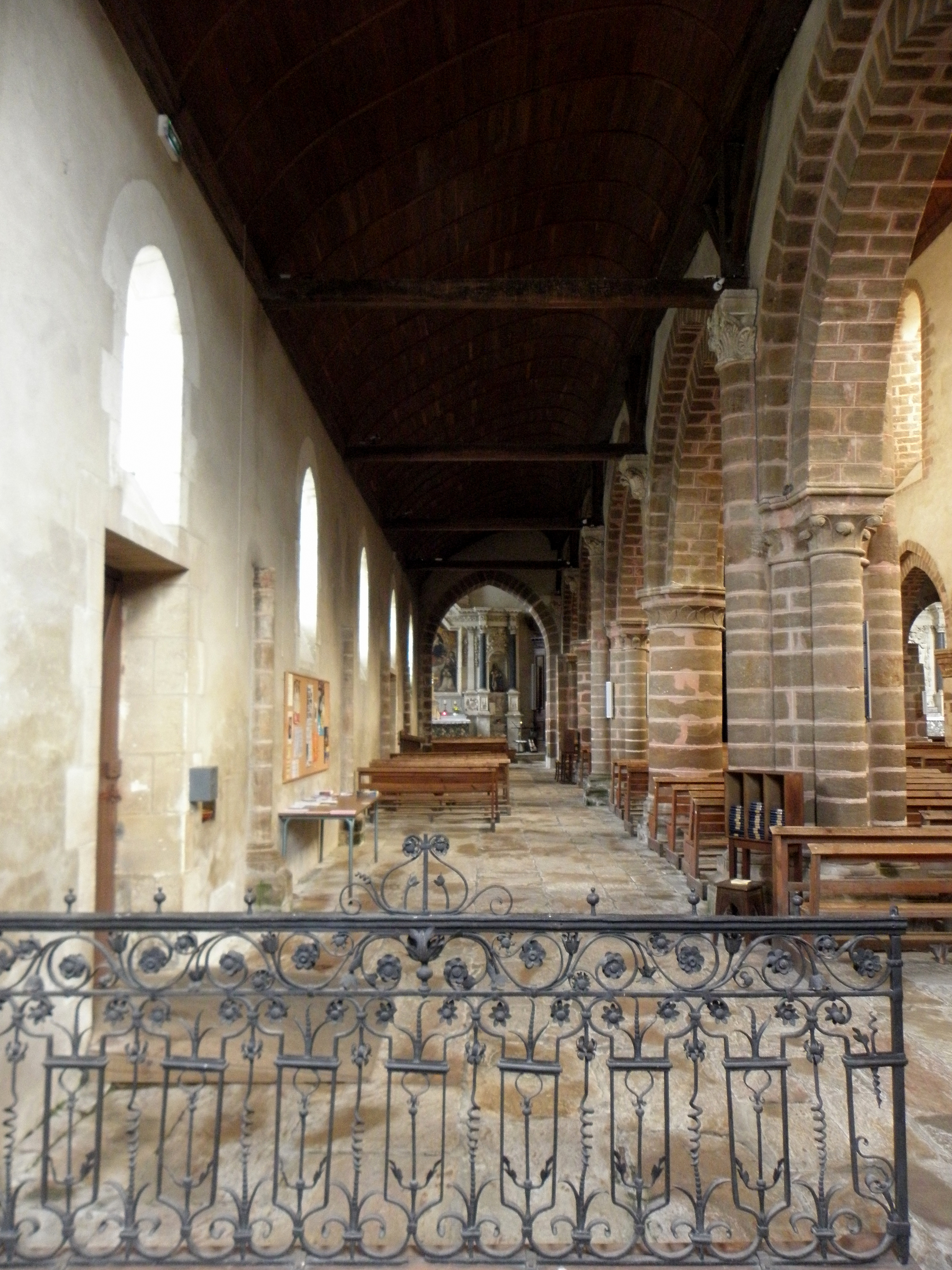
Schmiedeeisernes Gitter

#### Die Glasfenster

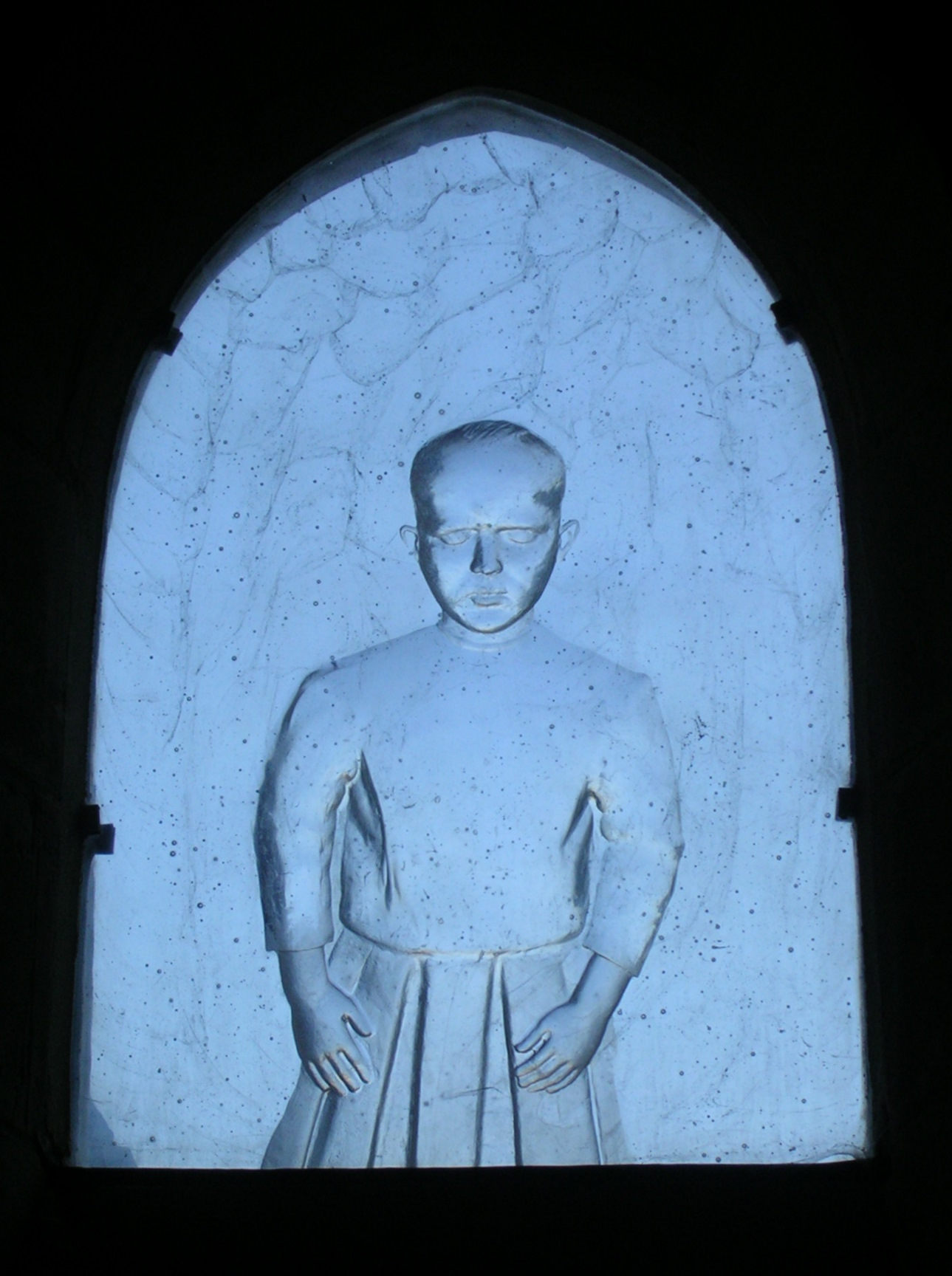
Vitrail en cristal monochrome transparent

Anfang August 1944 rückten die alliierten Befreiungstruppen auf Nantes vor. Dabei bildete sich die von deutschen Truppen gehaltene Festung Saint-Nazaire. Am 12. August 1944 erlitt Saint-Gildas-des-Bois zwei Luftangriffe. Beim ersten Angriff wurde durch eine Bombe ein Volltreffer auf den Glockenturm der Abteikirche erzielt. Dabei stürzte das Dach des Turmes auf das Gewölbe des Querschiffs. Vom Feuer zerfressen stürzte am nächsten Tag der Turm selbst ein und riss auch die vier Glocken mit sich in die Tiefe. Durch den Luftdruck wurden alle Fenster zerstört und die Dächer schwer beschädigt. Die Abteikirche war daraufhin über mehrere Jahre den Witterungsbedingungen ausgesetzt und konnte nur um den Preis aufwändiger Arbeiten zwischen 1950 und 1960 wieder in ihr originales Erscheinungsbild versetzt werden.
Die komplett zerstörten Fenster wurden aus Geldmangel durch Fenster aus Kathedralglas von geringem künstlerischem Wert ersetzt. Über vierzig Jahre später wurden im Jahr 2007 vierzehn von ihnen mit der Unterstützung von Liebhabern des Kulturerbes durch Fenster aus einfarbigem, durchscheinendem Kristallglas ersetzt, die Darstellungen von Kindern tragen. Das Ensemble wurde vom Künstler Pascal Convert entworfen.
Der Künstler wollte sich vom Patronat des hl. Gildas inspirieren lassen, der als Heiler des Wahnsinns angerufen wird. Deshalb beschaffte er sich beim Nationalarchiv Fotos von Kindern aus dem Buch „Invention de l'Hysterie“ von Georges Didi-Huberman, einem Buch über die Praktiken, die im Hôpital de la Salpêtrière in Paris zu Zeiten von Jean-Martin Charcot im Zusammenhang mit der Hysterie angewandt wurden. Die Gesichter wurden dahingehend verändert, dass die Kinder mit geschlossenen Augen in einer Art meditativen Situation dargestellt wurden. So entstanden die Porträts auf den Glasfenstern. Die weiteren Schritte der Umsetzung übernahmen Claus Velte hinsichtlich der Matrizen, Olivier Juteau bezüglich der Anfertigung der Kristallplatten und der Glasmachermeister Jean-Dominique Fleury.

## Liste der Äbte

### Regularäbte
- Helogon (1026)
- Rodald (1095)
- Méen
- Simon (1126–1133)
- Hervé I.
- Tual (1160)
- Gestin (1170–1200)
- Jean I. (1251)
- Pierre I. Troussier (1333)
- Hervé II. du Port (1363–1388)
- Guillaume (1393)
- Hervé III. de Beaubois (1398–1446)

### Kommendataräbte
- Guillaume II. d’Estouteville (1456–1462)
- Jean II. le Sénéchal (1462–1492)
- Jean III. Bohier (1492–1508)
- Guillaume III. Briçonnet, Bischof von Saint-Malo (1509–1514)
- André Hamon (1515–1526)
- Jean IV. de Langeac
- Guillaume IV. Eder (1532–1546)
- Beaudouin de Goulaine (1548–1552)
- Charles d’Espinay (1558–1575) Über seine Mutter Louise de Goulaine mit seinem Vorgänger verwandt, war er der Sohn von Guy III. d'Espinay. Er versammelte folgende Ämter auf sich: Bischof von Dol, Kantor von Rennes,[10] Kommendatarabt von Notre-Dame du Tronchet, Kommendatarabt von St-Gildas-des-Bois, Prior der Priorate St-Exupère de Gahard und Notre-Dame de Bécherel. Er starb ab 12. Dezember 1591 und wurde in der Kathedrale von Dol beigesetzt.
- Yves Boulanger (1594)
- François de Cambout (1600–1608)
- René de la Motte
- Henri de Bruc
- Sébastien-Joseph de Cambout (1690)
- Pierre de Cambout de Coislin (1690–1706), Bischof von Orléans und Kardinal
- Henri-Ignace de Brancas (1706–1760), Bischof von Lisieux
- Allain René du Coëtlosquet (1760–1763)
- François Marie de Valory de la Pommeraye (1763–1790)